# Ocularia brunnea
Ocularia brunnea là một loài bọ cánh cứng trong họ Cerambycidae.